# Кобеляк (заповідне урочище)
Кобеля́к — заповідне урочище в Україні. Розташоване в межах Лубенського району Полтавської області, на схід від села Дмитрівка. 
Площа 156 га. Статус присвоєно згідно з рішенням облради від 04.09.1995 року. Перебуває у віданні ДП «Лубенський лісгосп» (Оржицьке лісництво, кв. 16-18). 
Статус присвоєно для збереження лісового масиву, що зростає на схилах і днищі степової балки. У деревостані переважає дуб, на перезволожених ділянках — вільха.